# Week-end d'intégration
Pour les articles homonymes, voir WEI.
Le week-end d'intégration abrégé WEI (prononcé "ouaille" ou "oueille") est un terme issu du jargon étudiant des grandes écoles, notamment françaises. Il désigne le séjour au cours duquel les élèves du BDE organisent l’intégration de la promotion entrante. Il a généralement lieu au début de l’année scolaire.

## Aspects historiques et sociologiques
S’agissant initialement d’une coutume propre aux écoles de commerce et d’ingénieur, ce type d’évènement s’est peu à peu popularisé dans de nombreuses filières d’études supérieures, en particulier les instituts d’études politiques et les facultés de médecine et de droit.
Sociologiquement, il s'agit d'un rite de passage. Ce type de manifestation existe aussi dans d'autres pays que la France, par exemple en Belgique.
Les week-ends d'intégration changent d'image et montent en gamme à partir de la décennie 2010. Ils invitent des musiciens célèbres et les budgets des WEI les plus importants atteignent les 300 000 € ou 400 000 €.

## Débordements
Les week-ends d'intégration étant particulièrement propices à la dérive vers des pratiques dangereuses ou humiliantes de l'ordre du bizutage,  le législateur français a tenté de limiter progressivement le vide juridique qui entourait les week-ends d'intégration. Ainsi le Code pénal réprime depuis 1998 certains actes caractéristiques du bizutage et des « open-bars ». 
Son article 225-16-1 punit de six mois d'emprisonnement et de 7 500 euros d'amende le fait  "pour personne d'amener autrui, contre son gré ou non, à subir ou à commettre des actes humiliants ou dégradants lors de manifestations ou de réunions liées aux milieux scolaire et socio-éducatif". La peine complémentaire d'interdiction pendant un an au plus d’organiser des évènements est également encourue. En cas de récidive légale, mais aussi lorsque les faits sont commis sur une personne d'une particulière vulnérabilité, la peine encourue est doublée.
Malgré cette législation, pas toujours appliquée, des débordements continuent d'exister,,. Certains établissements ont décidé d'interdire ces weekends, d'autres les soumettant à une déclaration ou même une autorisation préalable du directeur.

## Dans la fiction
La fiction Wei or Die décrit un week-end d'intégration.